# Escuadrón VI de Transporte Aéreo
El Escuadrón VI de Transporte Aéreo es una unidad de la Fuerza Aérea Argentina. Su dotación de Saab 340B ejecuta vuelos para Líneas Aéreas del Estado.

## Historia
Se creó el 15 de enero de 1982 en la IX Brigada Aérea. Recibió tres aviones Fokker F-27 MK-400M y dos F-27 MK-600.
El Escuadrón participó de la guerra de las Malvinas sin sufrir pérdida alguna.
Tras la baja de los F-27, la FAA incorporó cuatro aviones Saab 340B. Todos forman parte del Escuadrón VI.